# Nacionalni park Mount Rainier
Nacionalni park Mount Rainier je jedan od ukupno 58 nacionalnih parkova smještenih na području Sjedinjenih Američkih Država.

## Ostali projekti
|  | Zajednički poslužitelj ima stranicu o temi Nacionalni park Mount Rainier    |
|  | Zajednički poslužitelj ima još gradiva o temi Nacionalni park Mount Rainier |